# Knottenmühle (Römershausen)
Die Knottenmühle ist eine 1952/53 stillgelegte Wassermühle in der Gemarkung von Römershausen, einem Ortsteil der Gemeinde Haina (Kloster) im nordhessischen Landkreis Waldeck-Frankenberg.

## Geographie
Sie liegt etwa 550 m südöstlich des Dorfs auf 312 m Höhe unmittelbar westlich des Struthbachs, einem Zufluss der Schweinfe, und der den Struthbach am Nordufer begleitenden Landesstraße 3073 von Frankenberg nach Gemünden.

## Geschichtliches
Als „Knotten“ bezeichnete man regional früher die Samenkapseln des Flachs. Die Mühle wurde offensichtlich auch zur Gewinnung von Leinöl genutzt, was den heute eigentümlich anmutenden Namen dieser und anderer Mühlen erklärt.
Ab wann die Mühle bestand, ist unbekannt. Auf Karte Nr. 17 der Schleensteinschen Karte der Landgrafschaft Hessen-Kassel von 1705/10 ist sie als Knottemühl eingezeichnet. Sie war keine Bannmühle, und sie gehörte zum Besitz des Hohen Hospitals Haina. Das Mahlwerk wurde getrieben vom Wasser eines Mühlgrabens, der etwa 200 m westnordwestlich der Mühle vom Gute-Loh-Bach nach Südosten abgeleitet wurde und dann unweit westlich der Mühle, rund 150 Meter südlich der Gute-Loh-Mündung in den Struthbach, ebenfalls in den Struthbach mündete. Die Mühle hatte ein oberschlächtiges Wasserrad und nur einen Mahlgang.
Nur wenige urkundliche Zeugnisse zur Geschichte der Mühle sind öffentlich zugänglich. Darunter befindet sich das 1694 eingereichte Gesuch der Witwe des Seibel Krack in der Knottenmühle um Aufnahme ihres gebrechlichen Sohnes in das Hospital Haina. Aus den Jahren 1826 und 1840/41 finden sich Gesuche der jeweiligen Müller aus der Familie Hesse, wohl Vater und Sohn, um Erlass der dem Hospital zu zahlenden Mühlenpacht und, im letzteren Fall, um Bewilligung von Holz zum Bau eines neuen Mühlrads.